# سام لوري (لاعب كرة قدم)
سام لوري (بالإنجليزية: Sam Lawrie)‏ هو لاعب كرة قدم بريطاني في مركز الوسط، ولد في 26 أغسطس 1934 في غلاسكو في المملكة المتحدة، وتوفي في 26 أغسطس 1979. لعب مع تشارلتون أثلتيك ونادي برادفورد بارك أفنيو ونادي ميدلزبره.